# Bandvingad storstövslända
Bandvingad storstövslända (Loensia fasciata) är en insektsart som först beskrevs av Fabricius 1787.  Bandvingad storstövslända ingår i släktet Loensia och familjen storstövsländor. Arten är reproducerande i Sverige. Inga underarter finns listade i Catalogue of Life.